# Zagloba satana
Zagloba satana – gatunek chrząszcza z rodziny biedronkowatych i podrodziny Coccinellinae.

## Taksonomia
Gatunek ten opisany został po raz pierwszy w 1985 roku przez Roberta Gordona na łamach „Journal of the New York Entomological Society”. Jako miejsce typowe wskazano Barton Weems Farm na wschód od Devils River w stanie Teksas. Epitet gatunkowy oznacza po łacinie „szatańska” i odnosi się do miejsca typowego.

## Morfologia
Chrząszcz o okrągławym ciele długości od 1,45 do 1,75 mm i szerokości od 1,2 do 1,37 mm. Cały wierzch ciała jest gęsto pokryty owłosieniem barwy szarawobiałej, sterczącym na pokrywach i przedpleczu zaś przylegającym na głowie. Głowa jest czarna z żółtawobrązowymi czułkami i narządami gębowymi. Jej powierzchnię pokrywają gęsto drobne punkty rozstawione na odległości mniejsze od swoich średnic. Czułki są krótkie, o trzech ostatnich członach formujących zwartą buławkę. Ostatni człon głaszczków szczękowych ma prawie równoległe boki i lekko zwężony szczyt. Przedplecze jest czarne z ciemnorudobrązowymi brzegami bocznymi, o długości wynoszącej 1/5 długości pokryw. Powierzchnię ma pokrytą drobnymi punktami, na dysku oddalonymi na dwie swoje średnice, na bokach zaś stykającymi się ze sobą. Pokrywy są czarne, pokryte delikatniejszymi niż przedplecze punktami rozstawionymi na odległości mniejsze niż dwukrotność ich średnic. Zarys boków przedplecza nie przechodzi płynnie w zarys pokryw, lecz tylne kąty przedplecza są osobno zaokrąglone. Jednakowa barwa dysku przedplecza i pokryw odróżnia Z. satana od podobnej Z. hystrix. Odnóża są żółtawobrązowe, zakończone pseudotrójczłonowymi stopami o pazurkach z zębem nasadowym. Spód ciała jest ciemnorudobrązowy. Gładkie zapiersie ma niemal niepunktowany środek oraz grubo i gęsto punktowane boki. Spód odwłoka punktowany jest drobno, miejscami niewyraźnie, deliktaniej niż u Z. hystrix. Pierwszy z widocznych sternitów (wentryt) odwłoka ma u samca niewyraźne, ale kompletne, u samicy zaś niekompletne linie udowe. Samiec ma symetryczne genitalia.

## Rozprzestrzenienie
Owad nearktyczny, endemiczny dla Teksasu na południu Stanów Zjednoczonych. Znany jest z hrabstw Val Verde i Webb.